# Margherita d'Ungheria (1175)
Margherita d'Ungheria (1175 – post 1223), figlia del re Béla III d'Ungheria e di Agnese d'Antiochia, fu imperatrice consorte di Isacco II Angelo, Imperatore dell'Impero bizantino, e marchesa consorte del Monferrato e prima regina consorte di Tessalonica come moglie di Bonifacio I degli Aleramici, marchese del Monferrato e primo re di Tessalonica.

## Biografia

### Famiglia
Margherita fu la figlia maggiore di Béla III, re d'Ungheria, e della di lui prima moglie Agnese d'Antiochia. Era sorella di Andrea II il Gerosolimitano, successore del padre in Ungheria, e di Costanza, seconda moglie di Ottocaro I, re di Boemia. Altri due fratelli, Salomone e Stefano, sono citati nell'Europäische Stammtafeln: Stammtafeln zur Geschichte der Europäischen Staaten di Detlev Schwennicke (1878), e morirono in giovane età.
I suoi nonni paterni erano Géza III, re d'Ungheria, e Efrosin'ja Mstislavna. Mentre i suoi nonni materni erano Rinaldo di Châtillon e Costanza d'Antiochia, principi congiunti di Antiochia.

### Primo matrimonio
Nel Gennaio del 1186 Margherita andò sposa ad Isacco II Angelo, Imperatore dell'Impero bizantino, che cercava un'alleanza strategica con il Regno d'Ungheria per rafforzare le proprie pretese sul trono di Bisanzio.
Con il matrimonio Margherita assunse il nome di "Maria".
Margherita diede ad Isacco due figli:
- Manuele Angelo (... – 1212);
- Giovanni Angelo (1193 – 1259), che migrò in Ungheria, dove governò su Sirmia e Bács (1227–1242) come vassallo del re Béla IV d'Ungheria.

Isacco fu deposto ed accecato nel 1195 dal fratello Alessio, che divenne di conseguenza imperatore con il nome di Alessio III. Isacco fu gettato in prigione, così come il figlio Alessio, ma non è chiaro se ciò sia capitato anche alla moglie Margherita.
Riuscito a fuggire, il figliastro Alessio si alleò con i crociati che attaccarono Costantinopoli, deposero lo zio e posero nuovamente sul trono di Bisanzio il padre Isacco II (parte della Quarta crociata).

### Secondo matrimonio
Isacco morì nel febbraio del 1204. Allorché Bonifacio I degli Aleramici, marchese del Monferrato, comandante delle forze di terra della Quarta crociata che conquistarono Costantinopoli, prese il Palazzo del Bucoleone e scoprì che Margherita vi aveva trovato rifugio.
Bonifacio era uno dei due candidati alla elezione di Imperatore, ma gli fu preferito Baldovino IX, conte delle Fiandre che assunse il nome di Baldovino I. In compenso gli furono concessi "tutti i territori del lato asiatico del Bosforo oltre l'Ille de Griesse" (il Peloponneso).
L'incoronazione del nuovo imperatore ebbe luogo nella Chiesa di Santa Sofia il 16 maggio 1204. Alla fine del medesimo anno Margherità sposò Bonifacio I, tornando così nuovamente alla fede latina.
Bonifacio I, dopo il suo nuovo matrimonio, fondò il Regno di Tessalonica e ne divenne il suo primo sovrano, ma non poté godersi i suoi domini in pace, impegnato come fu in continue guerre locali.
La figliastra di Margherita, Agnese degli Aleramici, sposò nel febbraio 1207 Enrico di Fiandra, secondo Imperatore latino di Costantinopoli e nel medesimo anno Bonifacio I, caduto in un'imboscata bulgara mentre rientrava in Tessalonica, fu catturato e decapitato.
Margherita ebbe da Bonifacio I in quell'anno un figlio:
- Demetrio (1205 – 1230), designato da Bonifacio stesso come suo successore in Tessalonica, sotto la reggenza della madre.

Tessalonica fu assediata dalle truppe del re Kaloyan di Bulgaria. L'assedio terminò con la morte dell'attaccante, ma il potere di Demetrio non era sicuro. La giovane età di Demetrio, infatti, ne faceva una facile preda per i nobili del regno, che cospiravano contro di lui. Molti meditavano di sostituirlo con Guglielmo VI degli Aleramici, suo fratello e successore del padre nel Monferrato. Enrico di Fiandra, mosse su Tessalonica nel dicembre 1208 per mettere ordine nel regno. I baroni, guidati da Oberto II di Biandrate, chiusero le porte della città considerando inammissibili le richieste imperiali. Enrico finse di accettare le condizioni di Oberto II poi, appena entrato in città, incoronò Demetrio degli Aleramici come re di Tessalonica (6 gennaio 1209). Papa Innocenzo III confermò l'incoronazione di Demetrio.
La situazione non era però completamente sistemata. I baroni rifiutarono di presenziare ad una riunione voluta da Enrico per conciliare il Regno di Tessalonica, mentre l'imperatore pose il suo giovane fratello Eustachio come reggente per re Demetrio. Enrico, infine, si spense nel 1216. Il nuovo imperatore, Pietro II di Courtenay, accondiscese alle pretese dei nobili tessalonicesi e nominò Guglielmo VI re della città. Margherita fuggì in Ungheria anche se il figlio Demetrio rimase in Tessalonica.

### Terzo matrimonio
Oberto II di Biandrate fuggì, ma riprese a cospirare a distanza e tornò nel 1216 a reclamare la reggenza del regno. Margherita intanto, verso il 1216, sposò in terze nozze Nicola di Sant'Omero, che aveva accompagnato lo zio nella crociata e cui era stato garantito un feudo nel Doride (egli fu anche chiamato "Signore di Beozia").
Margherita ebbe da Nicola due figli:
- Bela di Sant'Omero
- Guglielmo di Sant'Omero, che si sposò ma non ebbe figli.

### Morte
Si sa con certezza che Margherita fino al 1223 era in vita ma la sua data esatta di decesso, come il luogo in cui fu inumato il suo corpo, sono ignoti.

## Ascendenza
|                       |                    |                         | Genitori                    |  |  | Nonni |  |  | Bisnonni           |  |  | Trisnonni |  |
|                       |                    |                         |                             |  |  |       |  |  | Béla II d'Ungheria |  |  | Álmos     |  |
|                       |                    |                         |                             |  |  |       |  |  | Béla II d'Ungheria |  |  | Álmos     |  |
|                       |                    | Predslava di Kiev       |                             |  |  |       |  |  | Béla II d'Ungheria |  |  |           |  |
| Géza II d'Ungheria    |                    |                         |                             |  |  |       |  |  | Béla II d'Ungheria |  |  |           |  |
|                       |                    | Elena di Rascia         | Uroš I di Rascia            |  |  |       |  |  |                    |  |  |           |  |
|                       |                    | Elena di Rascia         | Uroš I di Rascia            |  |  |       |  |  |                    |  |  |           |  |
|                       |                    | Elena di Rascia         | Anna                        |  |  |       |  |  |                    |  |  |           |  |
| Béla III d'Ungheria   |                    | Elena di Rascia         |                             |  |  |       |  |  |                    |  |  |           |  |
|                       |                    | Mstislav I di Kiev      | Vladimir II di Kiev         |  |  |       |  |  |                    |  |  |           |  |
|                       |                    | Mstislav I di Kiev      | Vladimir II di Kiev         |  |  |       |  |  |                    |  |  |           |  |
|                       |                    | Mstislav I di Kiev      | Gytha del Wessex            |  |  |       |  |  |                    |  |  |           |  |
| Efrosin'ja Mstislavna |                    | Mstislav I di Kiev      |                             |  |  |       |  |  |                    |  |  |           |  |
|                       |                    | Ljubava Dmitrijevna     | Dmitrij Zavidich            |  |  |       |  |  |                    |  |  |           |  |
|                       |                    | Ljubava Dmitrijevna     | Dmitrij Zavidich            |  |  |       |  |  |                    |  |  |           |  |
|                       |                    | Ljubava Dmitrijevna     | …                           |  |  |       |  |  |                    |  |  |           |  |
| Margherita d'Ungheria |                    | Ljubava Dmitrijevna     |                             |  |  |       |  |  |                    |  |  |           |  |
|                       | Henry di Châtillon | Gaucher di Châtillon    |                             |  |  |       |  |  |                    |  |  |           |  |
|                       | Henry di Châtillon | Gaucher di Châtillon    |                             |  |  |       |  |  |                    |  |  |           |  |
|                       | Henry di Châtillon | …                       |                             |  |  |       |  |  |                    |  |  |           |  |
| Rinaldo di Châtillon  | Henry di Châtillon |                         |                             |  |  |       |  |  |                    |  |  |           |  |
|                       |                    | Ermengarde de Montjay   | Aubry de Montjay            |  |  |       |  |  |                    |  |  |           |  |
|                       |                    | Ermengarde de Montjay   | Aubry de Montjay            |  |  |       |  |  |                    |  |  |           |  |
|                       |                    | Ermengarde de Montjay   | …                           |  |  |       |  |  |                    |  |  |           |  |
| Agnese d'Antiochia    |                    | Ermengarde de Montjay   |                             |  |  |       |  |  |                    |  |  |           |  |
|                       |                    | Boemondo II d'Antiochia | Boemondo I d'Antiochia      |  |  |       |  |  |                    |  |  |           |  |
|                       |                    | Boemondo II d'Antiochia | Boemondo I d'Antiochia      |  |  |       |  |  |                    |  |  |           |  |
|                       |                    | Boemondo II d'Antiochia | Costanza di Francia         |  |  |       |  |  |                    |  |  |           |  |
| Costanza d'Antiochia  |                    | Boemondo II d'Antiochia |                             |  |  |       |  |  |                    |  |  |           |  |
|                       |                    | Alice di Antiochia      | Baldovino II di Gerusalemme |  |  |       |  |  |                    |  |  |           |  |
|                       |                    | Alice di Antiochia      | Baldovino II di Gerusalemme |  |  |       |  |  |                    |  |  |           |  |
|                       |                    | Alice di Antiochia      | Morfia di Melitene          |  |  |       |  |  |                    |  |  |           |  |
|                       |                    | Alice di Antiochia      |                             |  |  |       |  |  |                    |  |  |           |  |